# 徳島市体育振興公社
公益財団法人徳島市体育振興公社（こうえきざいだんほうじんとくしましたいいくしんこうこうしゃ）は、徳島市のスポーツ振興を目的とする日本の公益財団法人である。徳島市の徳島市立体育館内（徳島市徳島町城内6番地）に本部がある。

## 事業内容
各種スポーツ教室等の開催事業、各種スポーツクラブの育成事業、青少年健全育成事業の開催、公の施設の維持管理と運営、その他目的達成に必要な収益事業など。

## 運営施設
| 名所                       | 位置                           | 備考                   |
| -------------------------- | ------------------------------ | ---------------------- |
| 徳島市立体育館             | 徳島市徳島町城内6番地          |                        |
| 徳島市立スポーツセンター   | 徳島市川内町沖島571番地2       |                        |
| 徳島市B&G海洋センター      | 徳島市論田町中開47番地2        |                        |
| 徳島市田宮公園プール       | 徳島市南田宮2丁目69-1          | 田宮運動公園内に位置   |
| 徳島市陸上競技場           | 徳島市南田宮2丁目116－2        | 田宮運動公園内に位置   |
| 徳島市民吉野川運動広場     | 徳島市上吉野町3丁目21番地先    | 吉野川の河川敷運動広場 |
| 徳島市民吉野川北岸運動広場 | 徳島市応神町東貞方字南川渕99-3 | 吉野川の河川敷運動広場 |
| 徳島市民島田運動広場       | 徳島市不動東町島田境1303-1     | 鮎喰川の河川敷運動広場 |
| 徳島市民勝浦川運動広場     | 徳島市論田町和田開外1番地4     | 勝浦川の河川敷運動広場 |
| 徳島市民庭球場             | 徳島市徳島町城内               |                        |
| 徳島市球技場               | 徳島市入田町安都真220番地      |                        |
| 徳島市ライフル射撃場       | 徳島市入田町内ノ御田348－1     |                        |
| 徳島市立体操センター       | 徳島市論田町中開50－4          |                        |
| 徳島市立青少年交流プラザ   | 徳島市論田町中開47             |                        |